# Filmed Before a Live Studio Audience
«Filmed Before a Live Studio Audience» (en español, «Filmado con público en vivo») es el primer episodio de la miniserie de televisión estadounidense WandaVision, basada en los personajes Wanda Maximoff / Bruja Escarlata y Visión de Marvel Comics. Sigue a la pareja de recién casados tratando de ocultar sus poderes mientras viven una vida suburbana idílica en el pueblo de Westview (Nueva Jersey). El episodio está ambientado en el Universo cinematográfico de Marvel (UCM), compartiendo continuidad con las películas de la franquicia. Fue escrito por la creadora de la serie Jac Schaeffer y dirigido por Matt Shakman.
Elizabeth Olsen y Paul Bettany retoman sus respectivos papeles de Wanda Maximoff y Visión de la saga cinematográfica, protagonizando junto a Debra Jo Rupp, Fred Melamed y Kathryn Hahn. Schaeffer fue contratada en enero de 2019 para escribir el episodio y servir como guionista principal, y Shakman se unió ese agosto. El episodio rinde homenaje a sitcoms de los años 1950 y 1960, incluyendo The Dick van Dyke Show y Yo Amo a Lucy. La filmación tuvo lugar durante dos días a principios de noviembre de 2019, en Pinewood Atlanta Studios, frente a una audiencia en vivo en el estudio. Se filmó en blanco y negro e incluye muchos efectos especiales prácticos y gags con cables.
«Filmed Before a Live Studio Audience» se estrenó en Disney+ el 15 de enero de 2021. La crítica alabó la fiel recreación de los elementos de sitcoms de la época y las actuaciones de Olsen, Bettany y Hahn.

## Trama
La pareja de recién casados Wanda Maximoff y Visión se mudan al pueblo de Westview (Nueva Jersey) durante lo que parece ser la década de los años 1950. Intentan pasar desapercibidos, a pesar de que Visión es un androide y Wanda tiene habilidades telequinéticas. Un día se dan cuenta de que hay un corazón dibujado en un calendario, pero ninguno de los dos recuerda lo que significa. Mientras Visión va a su trabajo en Computational Services Inc., Wanda decide que el corazón representa su aniversario. Su vecina Agnes se presenta a Wanda y la ayuda a preparar el aniversario. En el trabajo, Visión asombra a sus compañeros con su velocidad, pero no sabe a qué se dedica su empresa. Su jefe, el Sr. Hart, le recuerda que Wanda y Visión van a recibir al Sr. Hart y a su esposa para cenar esa noche, que es lo que representa el corazón en el calendario.
Esa noche, Wanda y Visión luchan por ocultar sus habilidades mientras preparan una cena de último minuto para los Hart. Con la ayuda de Agnes, Wanda se las arregla para preparar algo mientras Visión distrae a los invitados con música. Cuando se sientan a comer, los Hart preguntan a Wanda y a Visión su historia, pero cuando no pueden explicar de dónde vienen, el Sr. Hart se enfurece y empieza a atragantarse con la comida. En ese momento, el formato de sitcom cede brevemente, y Visión retira la comida de la garganta del Sr. Hart. Las cosas vuelven a la «normalidad», y los Hart agradecen a Wanda y a Visión la cena. Mientras la pareja se reafirma en su amor, se revela que los acontecimientos están ocurriendo en la sitcom ficticia WandaVision, que está siendo vista por alguien en un televisor anticuado en medio de un equipo informático del siglo XXI.
Un comercial durante el programa WandaVision anuncia un horno tostador ToastMate 2000 de Industrias Stark.

## Producción

### Desarrollo
En octubre de 2018, Marvel Studios estaba desarrollando una serie limitada protagonizada por la Wanda Maximoff de Elizabeth Olsen y el Visión de Paul Bettany de las películas del Universo cinematográfico de Marvel (UCM). En enero de 2019, Jac Schaeffer fue contratada como guionista principal de WandaVision, escribiendo el primer episodio. En agosto, Matt Shakman fue contratado para dirigir la miniserie, con Schaeffer y Shakman como productores ejecutivos junto a Kevin Feige, Louis D'Esposito y Victoria Alonso de Marvel Studios.: 50  Feige describió la serie como parte «sitcom clásica» y parte «epopeya de Marvel», rindiendo homenaje a muchas épocas de sitcoms estadounidenses. Olsen describió el primer episodio como un «gran canto de amor a The Dick Van Dyke Show»,: 0:39  aunque también rinde homenaje a Yo Amo a Lucy. En enero de 2021 se reveló que el título del episodio era «Filmed Before a Live Studio Audience».

### Escritura
Schaeffer dijo que la serie intentaba «abrir un nuevo territorio» además de rendir homenaje a sitcoms del pasado. Dijo que la época de los años 1950 fue una de las más difíciles de escribir debido al diálogo de la época. Las escenas de Wanda y Visión en la cocina y de Visión en su trabajo fueron concebidas para el episodio al principio del desarrollo, mientras que el final del episodio que presenta la cena con los Hart fue lo más difícil de escribir para Schaeffer. Consultó a otros guionistas de la serie para que la ayudaran a elaborar la escena. Schaeffer, Shakman y Feige hablaron con Dick Van Dyke, el protagonista de la sitcom homónima de los años 1960, para saber cómo esa serie podía ser «muy amplia con gags tontos de comedia física y, sin embargo, nunca se siente falsa». Van Dyke les dijo que su serie se guiaba por lo que podía y no podía ocurrir en la vida real.
La serie presenta comerciales falsos que, según Feige, indican que «parte de las verdades de la serie empiezan a filtrarse», el comercial de «Filmed Before a Live Studio Audience» anuncia un horno tostador ToastMate 2000 de Industrias Stark con el eslogan «¡Olvida el pasado, este es tu futuro!». El horno tostador tiene una luz roja parpadeante que es la primera vez que se introduce el color en la serie, y tiene un efecto de sonido que recuerda a los repulsores de Iron Man de Tony Stark. La inclusión de un producto de Industrias Stark apunta a Tony, que fabricó las armas utilizadas para bombardear Sokovia y matar a los padres de Wanda, lo que provocó su resentimiento hacia Stark. Abraham Riesman, de Vulture, señaló que «tostadora» es un insulto común para robots en la ciencia ficción, y destacó la luz parpadeante por su introducción del color y por parpadear lo suficiente como para incomodarlo. Su colega Savannah Salazar se fijó en el eslogan del comercial como una referencia a que Wanda dejó de lado su ira hacia Stark cuando se unió a los Vengadores, y coincidió con Riseman en que la tostadora es una metáfora de Visión. Brenton Stewart, de Comic Book Resources, dijo que la luz tenía «un particular aire de amenaza» que daba al comercial una «inquietante sensación de bomba a punto de estallar». Stewart también señaló la naturaleza sexista del comercial y cómo el eslogan parecía aludir a la situación actual en la que se encuentra Wanda.

### Casting
El episodio está protagonizado por Elizabeth Olsen como Wanda Maximoff, Paul Bettany como Visión, Debra Jo Rupp como la Sra. Hart, Fred Melamed como el Sr. Hart y Kathryn Hahn como Agnes.: 23:37–23:56  También aparecen como residentes de Westview Asif Ali como Norm, David Lengel como Phil Jones y Amos Glick como el cartero Dennis. Ithamar Enriquez y Victoria Blade interpretan al hombre y la mujer del comercial del horno tostador ToastMate 2000.

### Filmación
La filmación comenzó a principios de noviembre de 2019,: 45  en Pinewood Atlanta Studios en Atlanta (Georgia), con Shakman como director y Jess Hall como director de fotografía. «Filmed Before a Live Studio Audience» utilizó una configuración multicámara y se filmó durante dos días en blanco y negro, con un público de estudio en vivo presente para imitar la filmación de una sitcom. Un grupo diverso de amigos y familiares de Marvel Studios sirvieron como miembros del público en el estudio en vivo, incluyendo a la coprotagonista de la serie Teyonah Parris, ya que ella no aparece en el episodio. La coproductora ejecutiva Mary Livanos consideró que el público tuvo una reacción «realmente genial y genuina», superando las expectativas de los productores.
Al igual que en anteriores sitcoms multicámara, el episodio se ensayó durante una semana antes de la filmación, y el equipo se vistió con trajes de época durante la producción.: 50 : 0:58  Se utiliza una relación de aspecto 4:3 para las escenas en blanco y negro, pasando a una relación de pantalla ancha moderna 2:40.1 para el final del episodio fuera del programa ficticio WandaVision. Hall disfrutaba filmando en 4:3 porque podía utilizarlo como «una herramienta dramática». Probó lentes de cámaras de los años 1950 para encontrar las características que le gustaban, y luego trabajó con Panavision para modificar las lentes modernas para que coincidieran.: 6  Las lentes resultantes creaban «una especie de caída uniforme en los bordes», que funcionaba bien en la relación de aspecto 4:3 y era un efecto apropiado para la época. Utilizó luces de tungsteno que eran comunes para la época.: 6  En el estudio de grabación, el equipo de efectos especiales movía el atrezzo con aparejos de cables y utilizaba trucos de cámara para crear el efecto de la magia de Maximoff, como se hacía en series como Bewitched y Mi bella genio. Cuando se filmaron escenas en blanco y negro, Bettany fue pintado de azul, en lugar del color granate de Visión, ya que el azul aparecía mejor en la imagen en escala de grises. Además, Olsen utilizó un tono más rosado de base de maquillaje y una sombra de ojos «azul huevo de petirrojo» para ayudar a crear un aspecto natural para la filmación en blanco y negro.
La filmación adicional se llevó a cabo sin el público del estudio para los momentos en los que algo iba mal con la magia de Maximoff, como en la escena de la cena del episodio. Shakman utilizó lentes, iluminación y diseño de sonido para cambiar el estado de ánimo en esos momentos, inspirándose en The Twilight Zone, y consideró que la transición a esos momentos desde las escenas de sitcom con varias cámaras era «muy dramática». En la escena de la cena, la Sra. Hart dice repetidamente «basta», para lo cual Shakman le indicó a Rupp que actuara como si tuviera una emoción en el interior y otra en la cara. Rupp dijo que equilibrar la frivolidad y el horror de la escena fue «una de las cosas más interesantes» que le pidieron hacer, y describió estos momentos de la serie como «geniales». Tanto Olsen como Bettany consideraron que la experiencia de filmar el estreno fue surrealista y única.

### Efectos visuales
Los cortes de película y los efectos de rebobinado aumentaron los efectos prácticos que se filmaron. La supervisora de efectos visuales Tara DeMarco dijo que se utilizaron efectos visuales contemporáneos para eliminar los cables y suavizar los cortes, y para añadir gags de cables que no se habían filmado. Por ejemplo, la cocina presenta una mezcla de gags de cables prácticos e imágenes generadas por computadora para ayudar a «rellenar la escena».: 8  Los efectos visuales fueron creados por Monsters Aliens Robots Zombies, Framestore, Perception, RISE, The Yard VFX y Luma.: 25:57-26:05 

### Música
«A Newlywed Couple», el tema del episodio compuesto por Kristen Anderson-Lopez y Robert Lopez, pretendía evocar los «albores de la televisión». Incluyeron «un grupo de voces optimistas que cantaban a ritmo de jazz» sobre el amor entre Maximoff y Visión, y se entusiasmaron con el uso de palabras como «gal» y «maridito», así como con una «gran cascada musical» en medio de la canción.: 9  «Gal» se utiliza junto con un tresillo para unir la «elección lírica y musical» y hacer que el tema suene como si estuviera escrito a finales de los años 1950. El compositor Christophe Beck introduce varios temas que repite más adelante en la serie, incluido el tema de amor de Wanda y Visión cuando Wanda crea anillos para ellos. El episodio también introduce el tema «definitivo» de Beck para Wanda durante los créditos finales. «Yakety Yak» de The Coasters también suena. El 22 de enero de 2021, Marvel Music y Hollywood Records lanzaron una banda sonora para el episodio, con la partitura de Beck. La primera pista es el tema de Anderson-Lopez y Lopez.
| N.º  | Título | Duración |  |
| 1.   | «A Newlywed Couple» (con Kristen Anderson-Lopez, Sara Mann, Jessica Rotter, Cindy Bourquin, Elyse Willis, Laura Dickinson, Robert Lopez, Eric Bradley, Greg Whipple, Jasper Randall & Gerald White) | 0:54     |  |
| 2.   | «Toast-Mate 2000» | 0:53     |  |
| 3.   | «Dinner Is Served» | 0:25     |  |
| 4.   | «Calendar Confusion» | 1:04     |  |
| 5.   | «Frog in My Throat» | 1:48     |  |
| 6.   | «Thank You for Coming» | 0:44     |  |
| 7.   | «Parcheesi» | 1:03     |  |
| 8.   | «Rings» | 0:36     |  |
| 9.   | «Wanda's Theme (End Credits from WandaVision)» | 1:47     |  |
| 9:14 | |          |  |

## Mercadotecnia
A principios de diciembre de 2020, se publicó un póster por día durante seis días, cada uno de los cuales representaba una década, desde los años 1950 hasta los 2000. Charles Pulliam-Moore, de io9, señaló que el póster de los años 1950 «era bastante modesto a primera vista», ya que representaba «un modesto salón de entretenimiento» de la década, «pero el trozo de papel pintado que se desprende para revelar una realidad estática que acecha justo debajo de la superficie estaba transmitiendo que, a medida que avance WandaVision, las cosas se van a volver aún más extrañas de lo que parecen». Gregory Lawrence, de Collider, dijo que el póster pide a los fanáticos «explícitamente que despeguen cualquier cosa que les resulte familiar», y el papel pintado que se despega revela «un atisbo de... algo. Algo salvaje, algo celestial, algo que implica un destino que no es ‹entretenerse en la televisión›». Añadió que el póster «llega de forma tan inteligente y sutil a la atracción inherente de la inusual premisa» de la serie. Tras el lanzamiento del episodio, Marvel anunció mercancía inspirada en el episodio como parte de su promoción semanal «Marvel Must Haves», incluyendo camisetas, accesorios, ropa de casa, Funko Pops, y un conjunto de anillos de Entertainment Earth basados en los anillos que llevan Wanda y Visión al final del episodio. En febrero de 2021, Marvel se asoció con el cocinero Justin Warner para lanzar una receta de Langosta Thermidor basada en la que Agnes le proporcionó a Wanda.

## Lanzamiento
«Filmed Before a Live Studio Audience» se estrenó en Disney+ el 15 de enero de 2021. Aparecía originalmente como «Episodio 1» en el servicio de streaming, pero el título se actualizó el 20 de enero para ser «Filmed Before a Live Studio Audience». Hoai-Tran Bui, de /Film, supuso en un principio que todos los episodios de la serie no tendrían título, y se preguntó si los títulos se retenían en el momento del estreno para evitar spoilers, a pesar de que el título del primer episodio no resultaba especialmente revelador.

## Recepción

### Audiencias
Nielsen Media Research, que mide el número de minutos vistos por el público de Estados Unidos en los televisores, situó a WandaVision como la sexta serie original más vista en los servicios de streaming durante la semana del 11 al 17 de enero, con 434 millones de minutos vistos. Se trata de unos 6,48 millones de visionados completos de los dos primeros episodios de la serie, estrenados el 15 de enero. Esto supone más visionados completos que las series de la lista de Nielsen de las 10 principales series originales, que tuvieron más minutos de visionado pero una mayor duración disponible.
Parrot Analytics utilizó las redes sociales, las valoraciones de los fanáticos y los datos de piratería para evaluar la demanda de la audiencia de la serie, y descubrió que se encontraba en el 0,2% de las series de Estados Unidos y del mundo. WandaVision se situó entre las 15 series de todo el mundo en cada uno de sus primeros cuatro días de estreno, así como entre las 45 series de Estados Unidos durante ese mismo periodo. México, Francia, Brasil, Chile y Alemania fueron algunos de sus principales mercados internacionales durante esos primeros cuatro días. El 15 de enero, la serie tenía un 24,5% más de demanda que The Mandalorian de Disney+ cuando se estrenó en noviembre de 2019, pero WandaVision estaba por detrás de la demanda de audiencia actual de esa serie. WandaVision tuvo un 9,3% de cuota de compromiso en Reelgood, una guía de streaming en línea con más de 2 millones de usuarios en Estados Unidos, para su fin de semana de estreno del 15 al 17 de enero, lo que la convierte en la serie más vista en streaming durante ese tiempo según sus datos. Un servicio similar, TV Time de Whip Media, descubrió que WandaVision era la serie más esperada antes de su estreno entre los usuarios estadounidenses de la plataforma, y la catalogó como la segunda serie más vista a nivel global durante su fin de semana estreno. Utilizando su propia tecnología de reconocimiento automático de contenidos en las televisiones inteligentes que han optado por ella, Samba TV descubrió que 1,1 millones de hogares estadounidenses vieron los dos primeros episodios entre el 15 y el 18 de enero, y 1,5 millones vieron «Filmed Before a Live Studio Audience».

### Respuesta crítica
El sitio web del agregador de reseñas Rotten Tomatoes informó de un índice de aprobación del 100%, basándose en 15 reseñas con una calificación media de 7,54/10. El consenso de la crítica del sitio dice: «‹Filmed Before a Live Studio Audience› aprovecha el lado extraño del UCM y le da a Elizabeth Olsen y Paul Bettany mucho espacio para flexionar sus músculos cómicos».
Roxana Hadadi, de RogerEbert.com, dijo que Olsen y Bettany tuvieron una excelente química en el episodio, y consideró que su trabajo elevó la «trama bastante reconocible sobre una cena que sale mal». Sam Barsanti, de The A.V. Club, calificó los dos primeros episodios de la serie como «una absoluta delicia, con viejos gags de sitcom que de alguna manera matan» y una «forma muy extraña y novedosa de divertirse con estos personajes»,  mientras que su colega Stephen Robinson dio a los episodios un «sobresaliente», sintiendo que Schaeffer entregó una «maldita buena sitcom». En su reseña del primer y segundo episodio, Christian Holub, de Entertainment Weekly, elogió la actuación de Hahn, y su colega Chancellor Agard también alabó a Olsen y Bettany, afirmando que a veces se olvidaba de que el mundo de sitcom de la serie era falso debido a lo «metidas» que están sus actuaciones. En su crítica de los dos primeros episodios para Den of Geek, Don Kaye les dio 4 de 5 estrellas y dijo que todo en el primer episodio es un «cariñoso tributo al tipo de comedias familiares conservadoras de clase media» que existían a mediados de la década de los años 1950.
Matt Purslow, de IGN, calificó los dos primeros episodios con un 7 de 10, y consideró que era «toda una hazaña de escritura» el hecho de que hubiera muchos elementos en el primer episodio que funcionaran tanto en el «universo de la serie como en los niveles meta». Purslow también disfrutó de la canción principal del episodio, de la secuencia de títulos autoconsciente y del hecho de que S.W.O.R.D. parecía estar haciendo su propia introducción en el UCM. En Vulture, Abraham Riesman dio al episodio 3 de 5 estrellas, diciendo que era «agradable ver una cosa del UCM en la que se permite a la gente actuar. Pero en última instancia, lo que queda por ver es si hay algún impulso temático, o si solo va a ser una mezcla vacía de tropos y presagios bien ejecutados». Le hubiera gustado que la premisa de la serie se hubiera mantenido en secreto durante la campaña de mercadotecnia, ya que «el depósito abrupto de la audiencia en un género y un formato completamente antitéticos a los que habían conocido antes habría sido un choque muy necesario para el sistema para un espectador acostumbrado a los tropos del UCM».